# Dasytes virens
Dasytes virens är en skalbaggsart som först beskrevs av Thomas Marsham 1802.  Dasytes virens ingår i släktet Dasytes, och familjen borstbaggar. Arten har ej påträffats i Sverige.